# Austrogramme asplenioides
Austrogramme asplenioides är en kantbräkenväxtart som först beskrevs av Holtt., och fick sitt nu gällande namn av Elbert Hennipman. Austrogramme asplenioides ingår i släktet Austrogramme och familjen Pteridaceae. Inga underarter finns listade.